# سايب الأعلى (شبام كوكبان)

تعديل مصدري - تعديل

سايب الأعلى هي إحدى قرى عزلة ضلاع الأعلى بمديرية شبام كوكبان التابعة لمحافظة المحويت، بلغ تعداد سكانها 453 نسمة حسب تعداد اليمن لعام 2004.